# Виноград (Одесская область)
Виноград (укр. Виноград, до 2016 г. — Жовтневка) — село, относится к Березовскому району Одесской области Украины.
Население по переписи 2001 года составляло 333 человека. Почтовый индекс — 67315. Телефонный код — 4856. Занимает площадь 0,969 км². Код КОАТУУ — 5121282003.

## Местный совет
67313, Одесская обл., Березовский р-н, с. Заводовка, ул. Ленина, 34а